# Langley, Washington
Langley là một thành phố nằm trong quận Island thuộc tiểu bang Washington, Hoa Kỳ.
Thành phố này được đặt tên theo. Theo điều tra dân số của Cục điều tra dân số Hoa Kỳ năm 2000, thành phố có dân số người. Langley được phục vụ bởi South Whidbey Fire / EMS, Sở cảnh sát Langley.

## Địa lý
Theo Cục điều tra dân số Hoa Kỳ, thành phố có diện tích km2, trong đó có km2 là diện tích mặt nước.